# Asch (Blaubeuren)
Asch ist ein Stadtteil von Blaubeuren im Alb-Donau-Kreis in Baden-Württemberg.

## Geographie
Asch liegt etwa 15 Kilometer westlich von Ulm und etwa 5 Kilometer nördlich von Blaubeuren auf der Hochfläche der Blaubeurer Alb. Diese zählt naturräumlich zur Mittleren Flächenalb.
Nachbarorte sind vom Nordwesten im Uhrzeigersinn Bühlenhausen (Gemeinde Berghülen), Bermaringen, Wippingen (beide Stadt Blaustein), Sonderbuch (Stadt Blaubeuren) und – auf Blaubeurer Gemarkung – die Hessenhöfe.

## Geschichte
Im Wald Borgerhau östlich des Ortes wurden Spuren eines jungsteinzeitlichen Hornstein-Abbaus aufgefunden. Außerdem befindet sich im Wald Attenlau im Westen der Gemarkung eine Grabhügelgruppe aus der Hallstattzeit mit mehr als 60 Stein- und Erdhügeln.
Die derzeit früheste gesicherte urkundliche Erwähnung von Asch geht auf das Jahr 1236 zurück. Zwar dürfte die Ansiedlung weitaus älter sein, im Gegensatz zu Nachbarorten mit Namen auf -ingen oder mit merowingerzeitlichen Grabfunden ist eine frühmittelalterliche Entstehung jedoch fraglich. Der Name des Dorfes könnte seinen Ursprung im Baumnamen Esche haben und auf eine Rodungssiedlung hindeuten.
Älteste nachweisbare Dorfherren von Asch waren die Pfalzgrafen von Tübingen; im 13. Jahrhundert ging der Besitz aber auf die Grafen von Helfenstein über. 1447 wurde Asch an Graf Ludwig von Württemberg verkauft. Dessen Sohn Eberhard im Bart schenkte Kirchenpatronat und Großzehnt 1477 der neu gegründeten Universität Tübingen. Zwar befand sich das Dorf unter württembergischer Herrschaft, der überwiegende Teil der Höfe war zu dieser Zeit allerdings im Besitz des Klosters Blaubeuren.
Bereits um 1580 hatte Asch eine Schule. Außerdem besaß der Ort mit dem sogenannten Juppengericht eine eigene Gerichtsbarkeit. Trotz dieser gewissen Eigenständigkeit war Asch als bäuerliche Ansiedlung immer schon weitgehend von der Stadt Blaubeuren abhängig.
Bis zu dessen Auflösung 1938 war Asch Teil des Oberamts Blaubeuren, danach selbstständige Gemeinde im Landkreis Ulm. Im Zuge der Gebietsreform wurde Asch zum 1. Januar 1974 nach Blaubeuren eingegliedert.

## Sehenswürdigkeiten

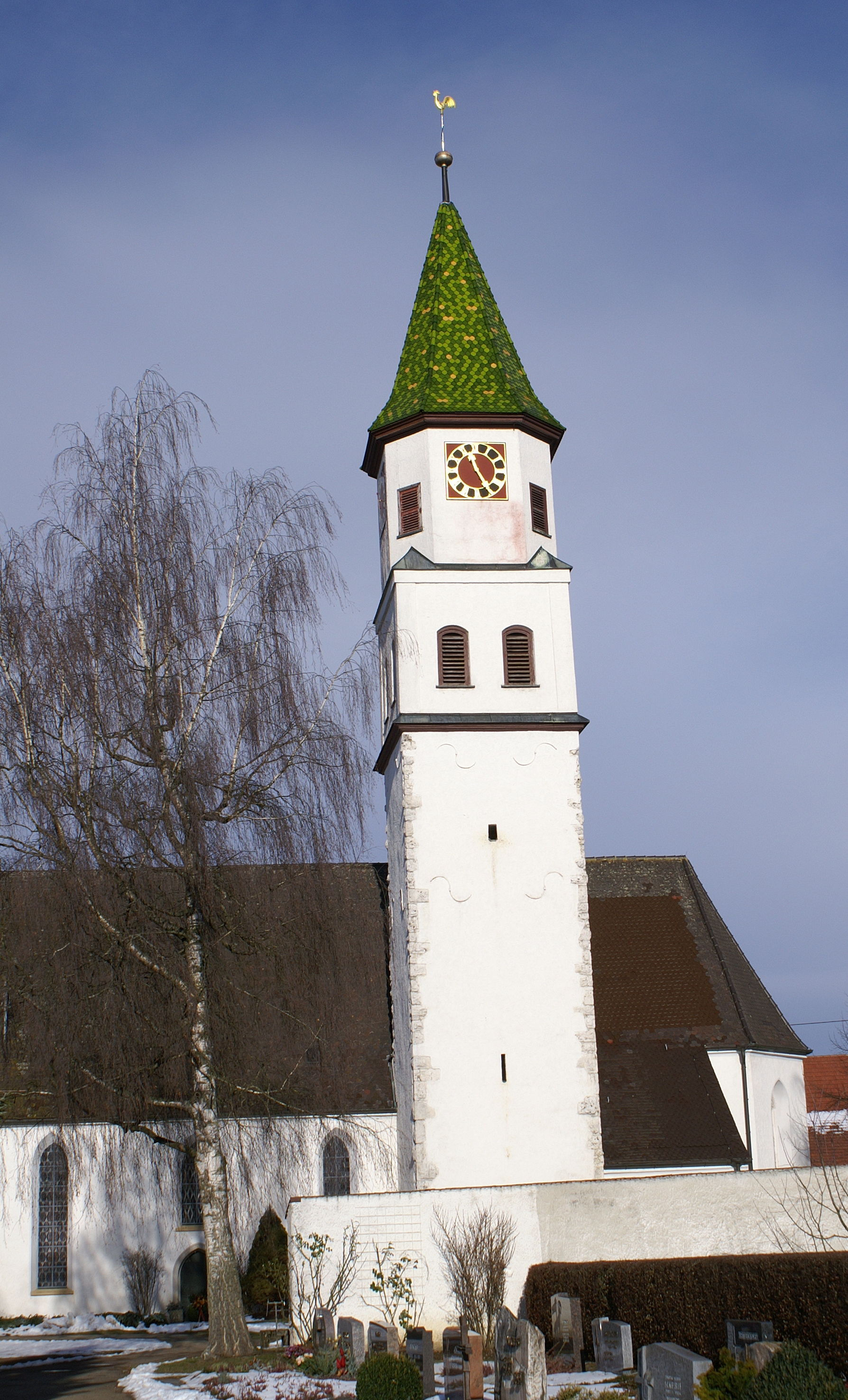
Evangelische Pfarrkirche Zu unserer lieben Frau in Asch

### Evangelische Pfarrkirche
Bereits mit der Ersterwähnung des Ortes kann auch auf eine Pfarrstelle in Asch geschlossen werden. Das heutige Kirchengebäude wurde Ende des 15. Jahrhunderts mit vergrößertem Grundriss auf den Mauern eines Vorgängerbaus errichtet; wahrscheinlich wurde 1497 der Chor fertiggestellt.
Mit der Stiftung an die Universität Tübingen 1477 wird auch das Patrozinium Zu unserer Lieben Frau erwähnt; bildlich dargestellt in einem Marienfresko von 1510 an der Nordseite des Schiffs. Im Chor befindet sich das Fresko einer Kreuzigungsgruppe, welches vermutlich aus dem späten 16. bis frühen 17. Jahrhundert stammt.
Als Teil des Herzogtums Württemberg wurde in Asch 1535 die Reformation eingeführt und die Liebfrauenkirche ist seither evangelisches Gotteshaus.
Auf der Mauer am Eingang zum Kirchhof steht das Arresthäusle, welches heute das Ortsarchiv beherbergt. Der Ährenkasten im Inneren der Kirche enthält eine Roggengarbe aus dem Jahr 1817 und erinnert mit einer Inschrift an die Hungersnot von 1816/17.
Die Kirche wurde 1962 umfassend renoviert. 1969 ersetzte eine von Helmut Bornefeld disponierte Orgel der Giengener Orgelmanufaktur Gebr. Link das Vorgängerinstrument. 1990 wurde der 41 Meter hohe Turm saniert, dessen jetzige Form aus dem 18. Jahrhundert stammt. Die gesamte Anlage steht heute unter Denkmalschutz.

### Ascher Hüle

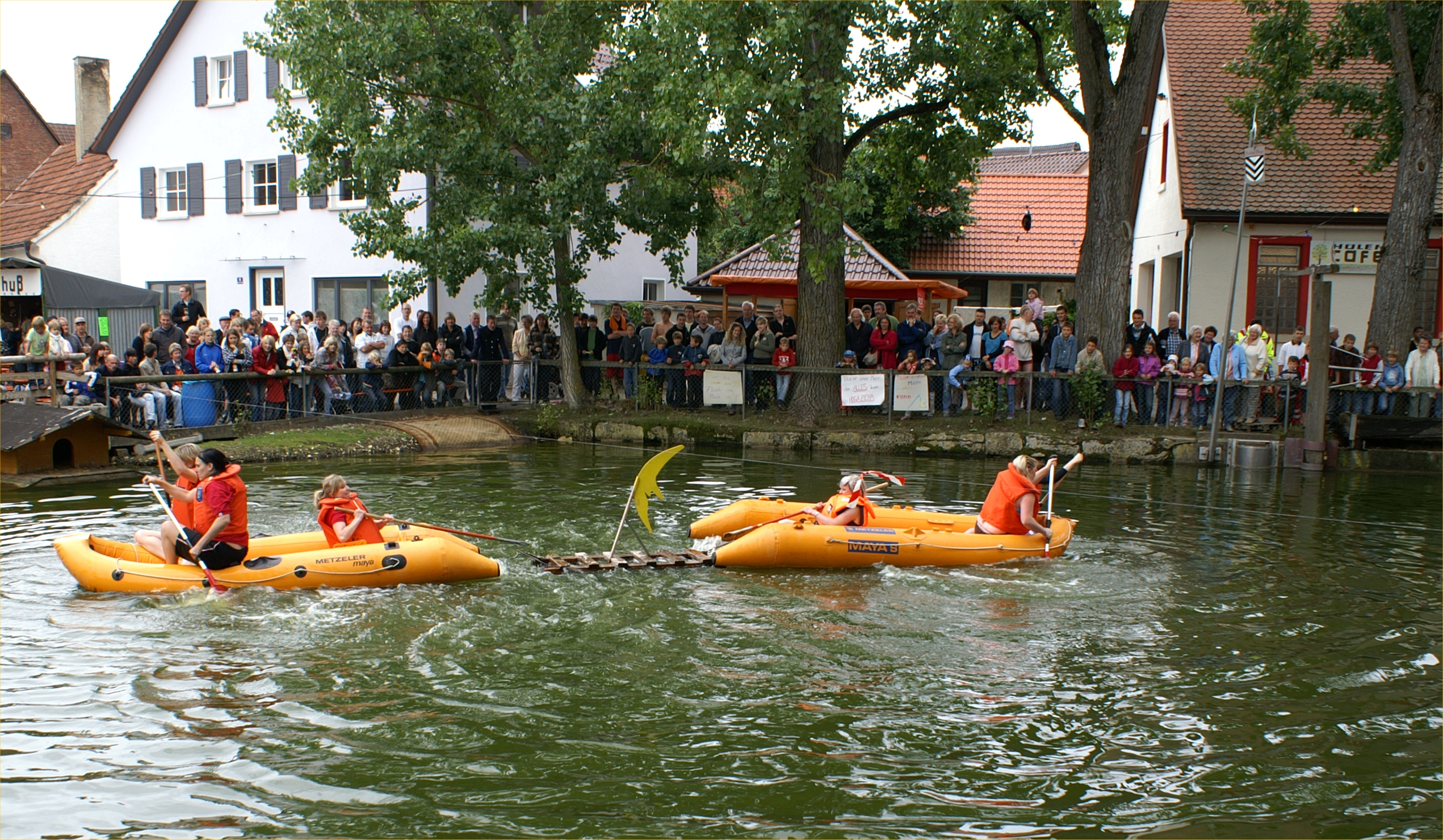
Ascher Hülenfest

Im Dorfmittelpunkt befindet sich die Ascher Hüle, die früher vor allem als Viehtränke genutzt wurde und – neben Zisternen, wenigen Grundwasserbrunnen und einigen Feldhülen auf der Gemarkung – einen wichtigen Bestandteil der Wasserversorgung auf der verkarsteten Alb darstellte. Asch schloss sich 1875 der Albwasserversorgungsgruppe III an und wird seitdem über ein Pumpwerk am Blautopf versorgt, inzwischen mit Grundwasser aus einem Brunnen nahe Gerhausen.
Die Hüle dient heute als Löschwasserteich und im Winter als Eislaufbahn. Jedes zweite Jahr findet um sie herum das Ascher Hülenfest statt.

## Bildung
Asch besitzt eine Grundschule, die 1995 neu erbaut wurde und deren Einzugsgebiet seit einigen Jahren auch den Nachbarort Sonderbuch umfasst. Außerdem gibt es in Asch einen evangelischen Kindergarten.

## Religion
In Asch gibt es drei christliche Gemeinden, eine evangelische, eine neuapostolische und eine Gemeinde der Volksmission entschiedener Christen.